# Province de Chaiyaphum
Chaiyaphum (en thaï : ชัยภูมิ) est une province (changwat) de Thaïlande.
Elle est située dans le nord-est du pays. Sa capitale est la ville de Chaiyaphum.

## Subdivisions

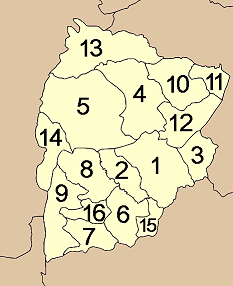
Carte des amphoe de la province de Chaiyaphum.

Chaiyaphum est subdivisée en 16 districts (amphoe) : Ces districts sont eux-mêmes subdivisés en 124 sous-districts (tambon) et 1 393 villages (muban).

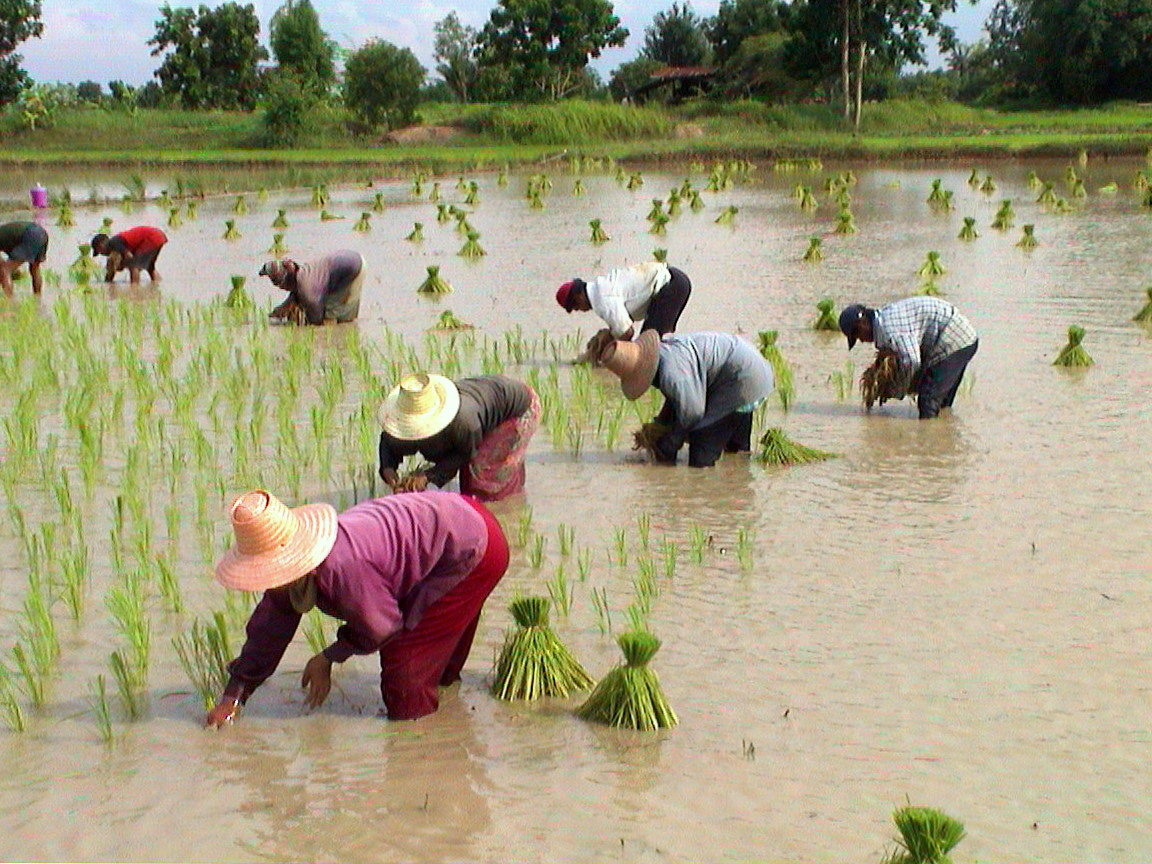
Culture du riz.

## Annexes

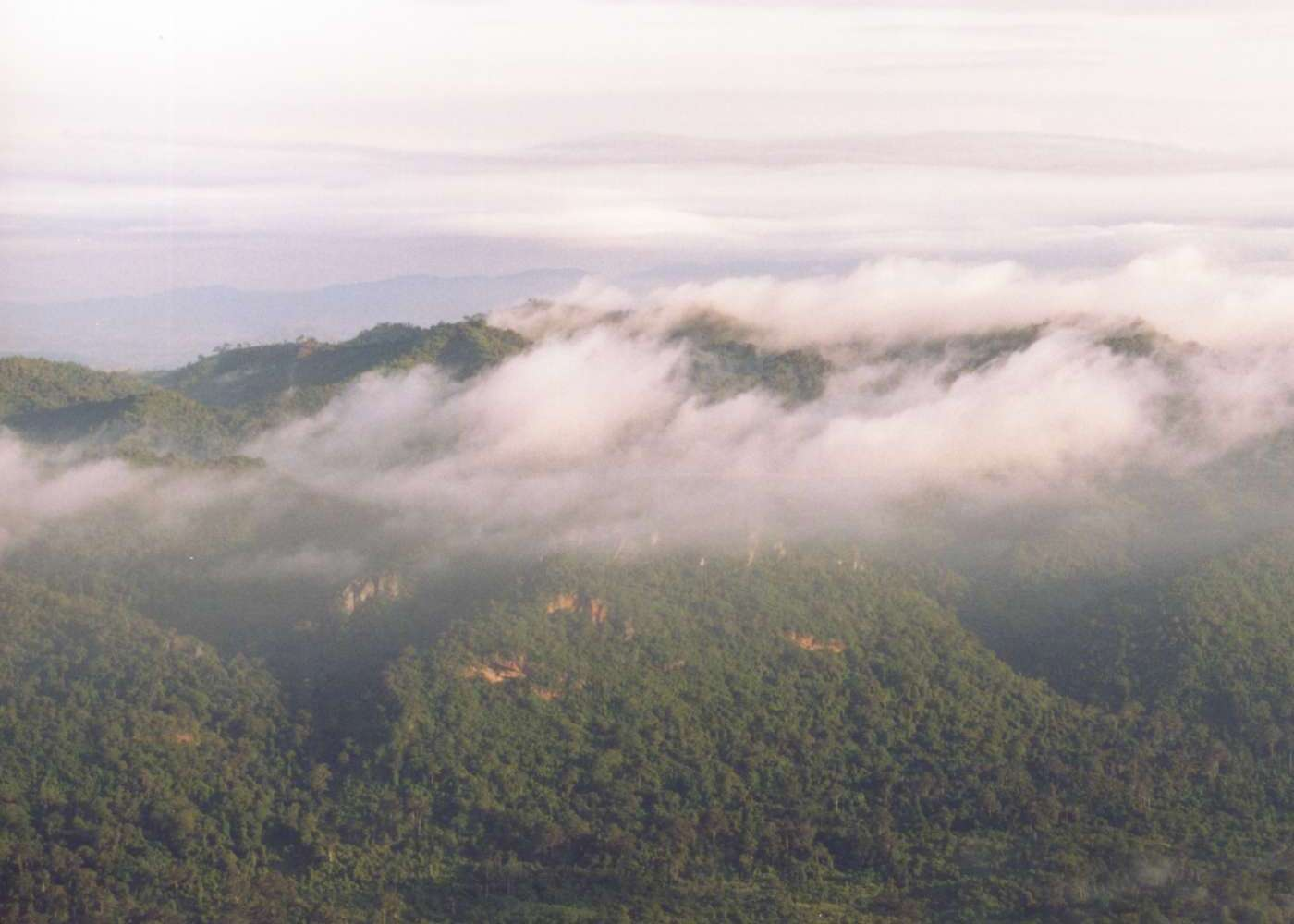
Les montagnes Phetchabun